# Высоково (Калязинский район)
Высоково — деревня в Калязинском районе Тверской области, входит в состав Старобисловского сельского поселения.

## География
Деревня находится на берегу реки Нерль в 22 км на запад от центра поселения деревни Старобислово и в 16 км на юг от города Калязина.

## История
Приселок Высокое села Спасского упоминается в Кашинской Писцовой книге 1628-29 годов, где в нем значится деревянный храм Воскресения Христова.
В 1787 году в селе была построена каменная Воскресенская церковь с 2 престолами, распространена в 1881 году.
В конце XIX — начале XX века село входило в состав Плещеевской волости Калязинского уезда Тверской губернии. 
С 1929 года деревня входила в состав Болдиновского сельсовета Нерльского района Кимрского округа Московской области, с 1935 года — в составе Калининской области, с 1956 года в составе — Тимирязевского сельсовета Калязинского района, с 1994 года — в составе Тимирязевского сельского округа, с 2005 года — в составе Старобисловского сельского поселения.

## Население
| 1859 | 1888 | 2002 | 2010 |
| ---- | ---- | ---- | ---- |
| 206  | ↘202 | ↘35  | ↘22  |